# Prinsesse Margrethe (dokumentarfilm)
|  | Denne artikel er oprettet af botten Steenthbot ud fra en ekstern database. Den kan derfor have sproglige fejl eller mangler. Denne skabelon kan fjernes efter kontrol af indholdet. |

 For alternative betydninger, se Prinsesse Margrethe. (Se også artikler, som begynder med Prinsesse Margrethe)
Prinsesse Margrethe er en dansk dokumentarfilm fra 1967.

## Handling
DR-journalist Inger Larsen tegner et portræt af Danmarks kommende dronning, Margrethe II.